# Хадын (село)
Хадын (тув. Хадын) — село в Пий-Хемского кожууне Республики Тыва. Административный центр и единственный населённый пункт Хадынского сумона.
Население 660 человек (2007), 663 (2015).

## География
Село находится Уюкской котловине, возле р. Хадын. Северо-запад села окружен лесным массивом, на юго-востоке преобладают степи.
Уличная сеть
ул. Дружбы, ул. Заречная, ул. Маады Парынмаа, ул. Почтовая, ул. Рабочая, ул. Степная, ул. Таёжная.
К селу административно принадлежит местечко (населённый пункт без статуса поселения) Заимка.

## Географическое положение
Расстояние до:
районного центра Туран: 29 км
республиканского центра Кызыл: 62 км
Ближайшие населенные пункты
Чкаловка 11 км, Аржаан 11 км, Тарлаг-Аксы 15 км, Ленинка 17 км, Тарлаг 19 км, Туран 28 км, Уюк 30 км

## Население
| 2002 | 2010 | 2011 | 2012 | 2013 | 2014 | 2015 |
| ---- | ---- | ---- | ---- | ---- | ---- | ---- |
| 789  | ↘677 | ↗679 | ↘669 | ↗673 | ↘671 | ↘663 |
| 2016 | 2017 | 2018 | 2019 | 2020 | 2021 |      |
| ↘653 | ↗660 | ↘653 | ↗668 | ↘667 | ↘528 |      |

## Инфраструктура
Источником водоснабжения на селе являются артезианские скважины.
Отделение связи, пилорама.
образование
Муниципальное бюджетное общеобразовательное учреждение Хадынская средняя общеобразовательная школа (668513, Республика Тыва, Пий-Хемский кожуун, с. Хадын, ул. Маады Парынмаа, 8)
Муниципальное бюджетное дошкольное образовательное учреждение детский сад «Солнышко» с. Хадын (668514, Республика Тыва, Пий-Хемский кожуун, с. Хадын, ул. Почтовая,17)
медицина, социальная деятельность
ФАП, филиал Сукпакского специального дома интерната для престарелых и инвалидов
культура
МБУ СДК с. Хадын
административная деятельность
Администрация сельского поселения сумона Хадынский

## Транспорт
Протяженность автомобильных дорог местного значения на территории поселения составляет 4,1 км, в т.ч: твердого покрытия −4,1 км.